# Eduard von Möller
Pour les articles homonymes, voir Möller.
Eduard von Möller (3 juin 1814-2 novembre 1880) est un haut fonctionnaire de l'Empire allemand. Il est président d'Alsace-Lorraine de 1871 à 1879.

## Biographie
Eduard von Möller naît le 3 juin 1814 à Minden en royaume de Prusse. Après des études secondaires à Minden (de) et Bielefeld, il commence en 1832 des études de droit à l'université de Heidelberg. En 1832, il devient membre du Corps Guestphalia Heidelberg (de). Il obtient un doctorat de droit à l'Université Frédéric-Guillaume de Berlin. En 1835, Eduard von Möller commence une brillante carrière dans l'administration prussienne. En 1840, il devient administrateur de l'arrondissement de Simmern dans l'Hunsrück. En 1848, il est nommé chef de l'administration provinciale à Cologne et président de la province de Rhénanie. Il rencontre à cette époque le futur empereur Guillaume Ier. En 1849, il est aussi élu député à la Chambre des députés prussienne. En 1867, il est nommé président du district de Cassel et du district de Wiesbaden, qui formeront la province de Hesse-Nassau l'année suivante. Après la Guerre franco-prussienne et la rattachement de l'Alsace et d'une partie de la Lorraine à l'Empire allemand, Eduard von Möller est nommé Haut président (Oberpräsident) de l'Alsace-Lorraine. Il se retire de la vie politique en 1879 et décède à Cassel le 2 novembre 1880 où il est enterré dans le cimetière principal.